# Drietabbetje Airstrip
Drietabbetje Airstrip (IATA: DRJ, ICAO: SMDA) is een airstrip bij Drietabbetje in het Surinaamse district Sipaliwini.
De Surinaamse maatschappijen Blue Wing Airlines en Caricom Airways verzorgen vanop deze luchthaven rechtstreekse lijnvluchten naar Paramaribo.